# 関節肢

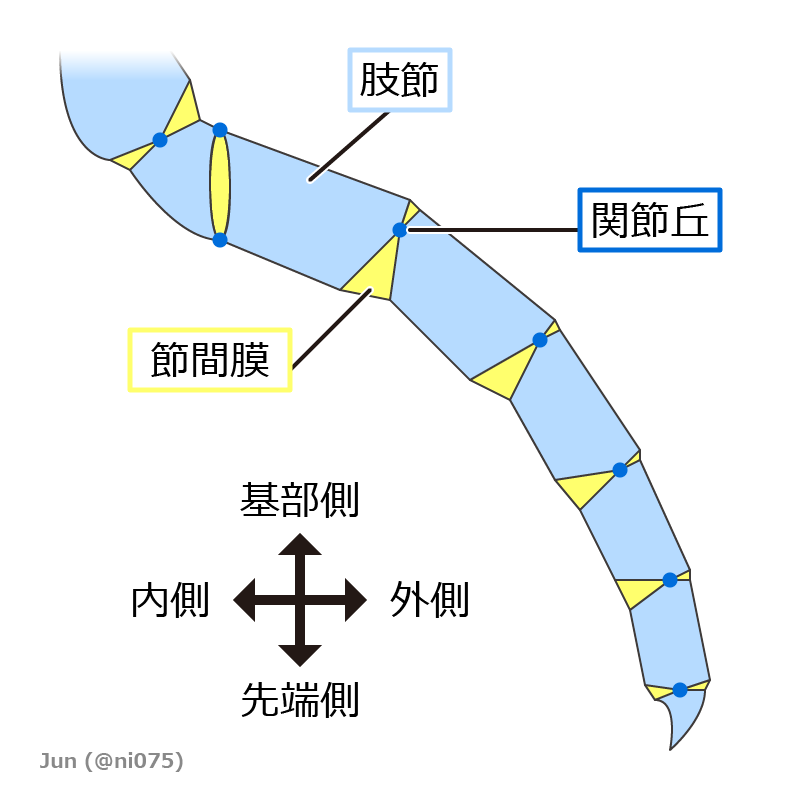
関節肢の基本外部形態

関節肢（かんせつし、arthropodized appendage, jointed appendage, arthropodium, 複数形: arthropodia）とは、昆虫・甲殻類・ムカデ・クモなどの節足動物に特有する、外骨格と関節に構成される付属肢である。脚・触角・顎・鰓など、多種多様な器官として現れる。
「節足動物」の名の由来となっているため、時に関節肢を節足（せっそく）という場合もあるが、生物学的用語ではない。

## 形態

関節肢の機構

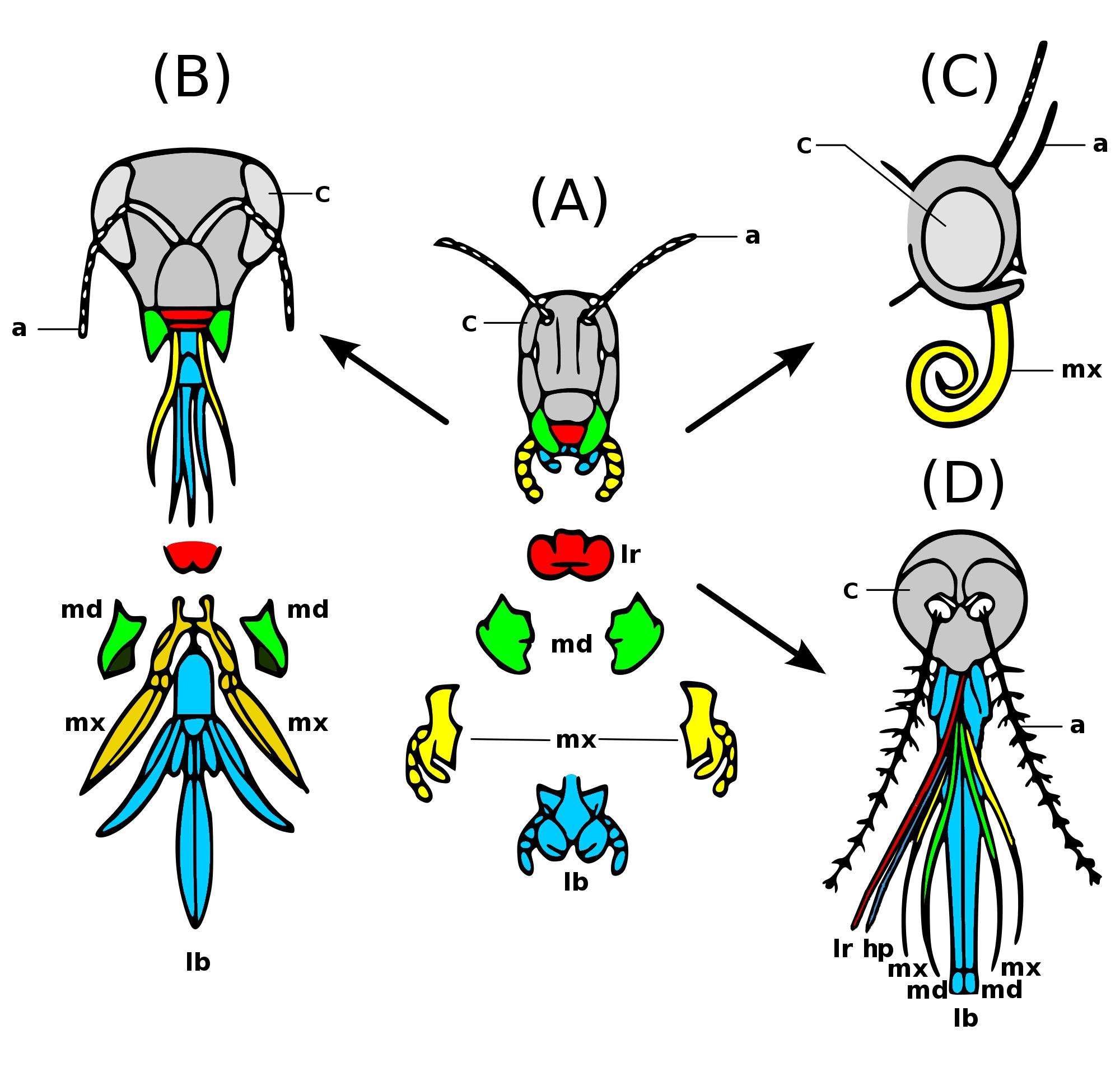
昆虫の頭部の関節肢
a: 触角、lr/赤: 上唇、lb/青: 下唇、md/緑: 大顎、mx/黄: 小顎

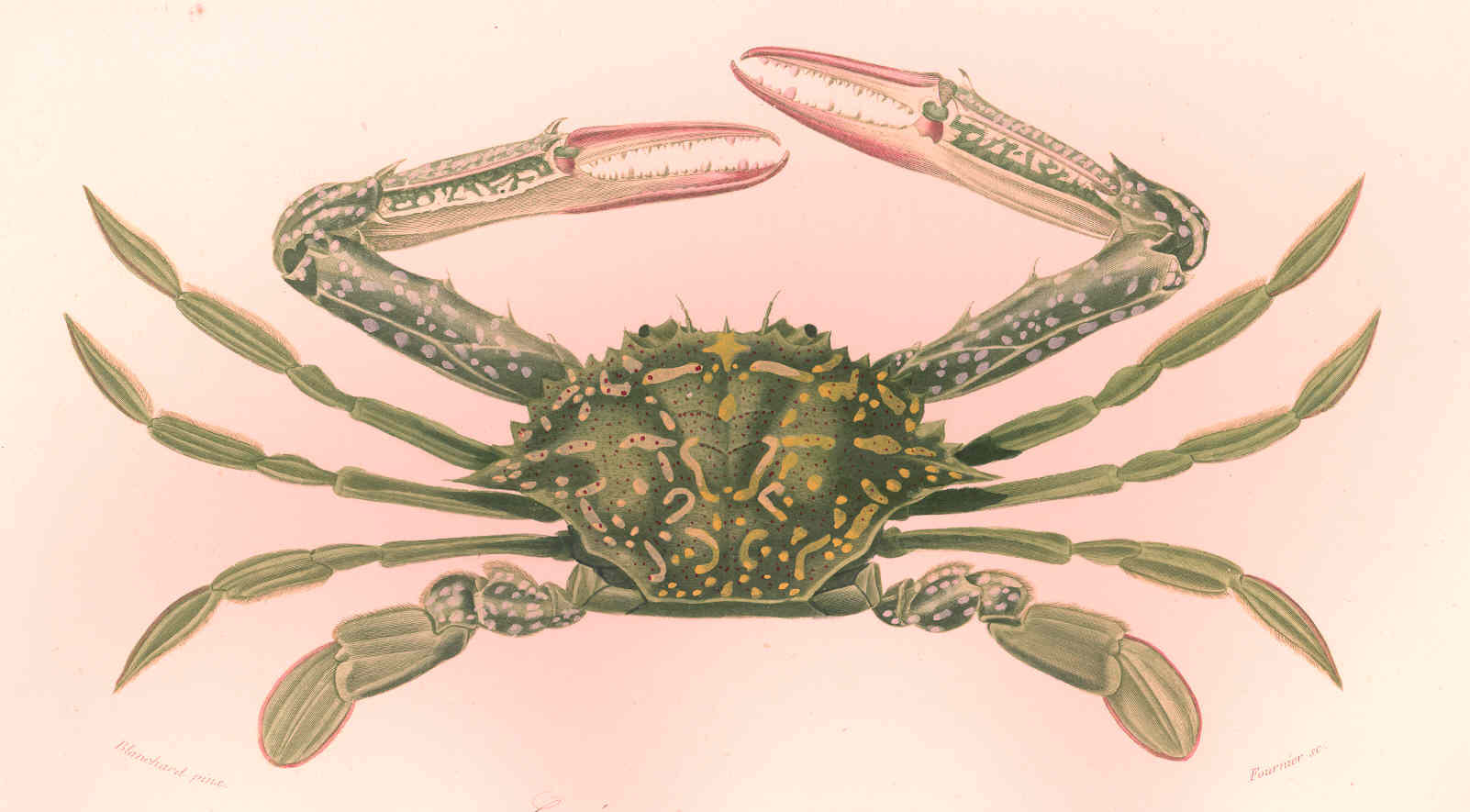
把握用の鋏脚、および歩行と遊泳用の脚を兼ね備えたタイワンガザミ
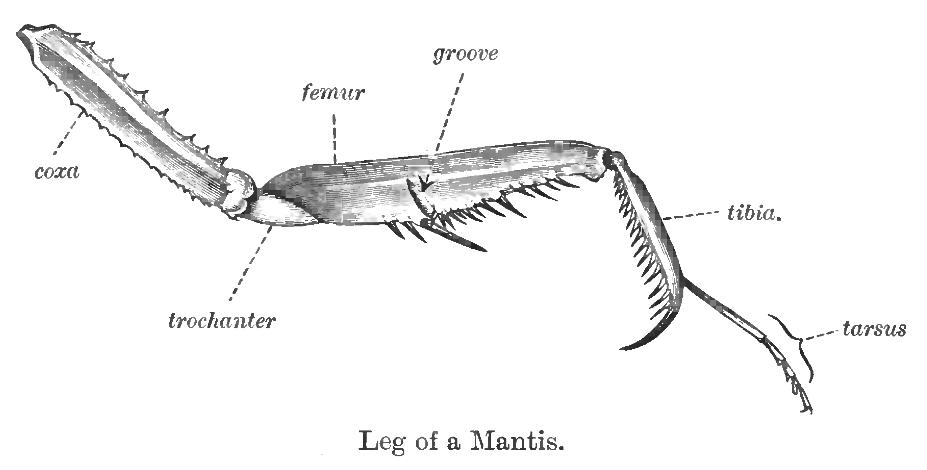
カマキリの鎌状の前脚

節足動物の体節ごとに並んでいる付属肢は関節肢といい、基本的には関節のある円柱形で先が細くなった構造をもつ。しかし関節肢は節足動物の生活に直結する部分で、環境や生態への適応に応じて形態が非常に変異が多く、複数の体節でできた合体節と共に分化が進んでいる。これは種類や部位により一般的な移動用の脚から、把握用の鋏と鎌・感覚用の触角・摂食用の顎（大顎、小顎）、顎基と鋏角・呼吸用の鰓・繁殖用の生殖肢まで多岐している（関節肢#関節肢の種類を参照）。
関節肢の構成単位は、クチクラ性で硬質の外骨格によって包まれる肢節（podomere）である。各肢節の関節では、先端側の切り口の内側に次の肢節の基部が入っていて、その境目は原則として柔軟な節間膜（arthrodial membrane）に分かれる同時に、どこかで両肢節の支点である頑丈な関節丘（condyle）に繋がれている。各肢節はこのような関節を介して繋がりながら、分解せずに屈折させることができる。通常、肢節は付け根に1対の内骨格があり、これは直前の肢節もしくは体節内に差し込んで、内部の腱（internal tendon, 内突起 apodeme とも）として該当肢節の動きを操る筋肉に繋がっている。なお、関節が完全なリング状の節間膜に分かれている（関節丘をもたない）、もしくは関節が癒合して不動な境目になった例もある。

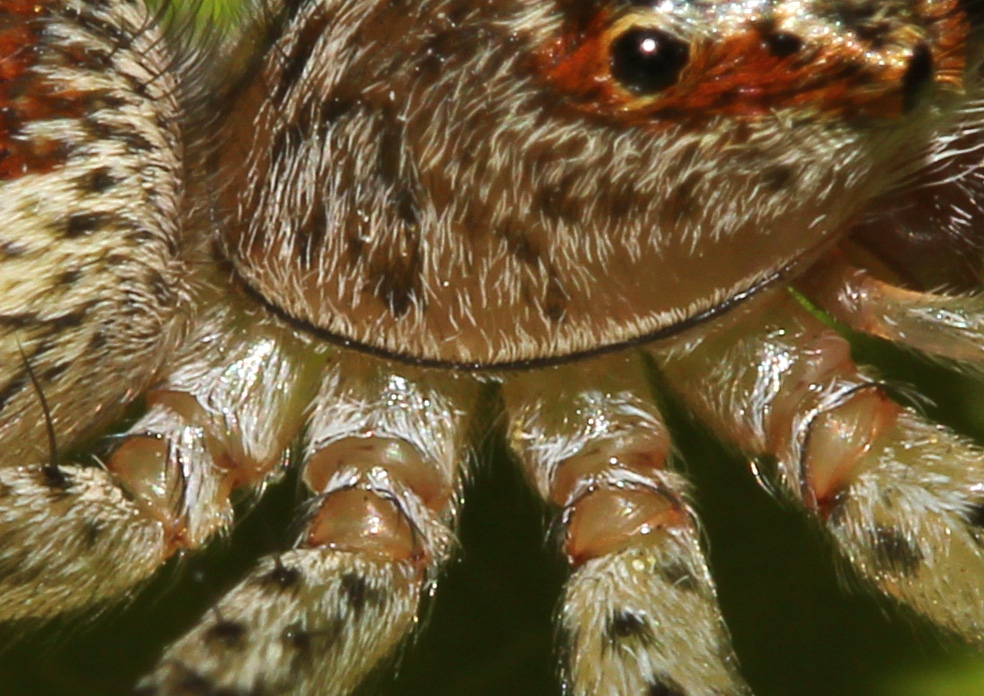
複数の短い肢節に分かれたハエトリグモの歩脚基部
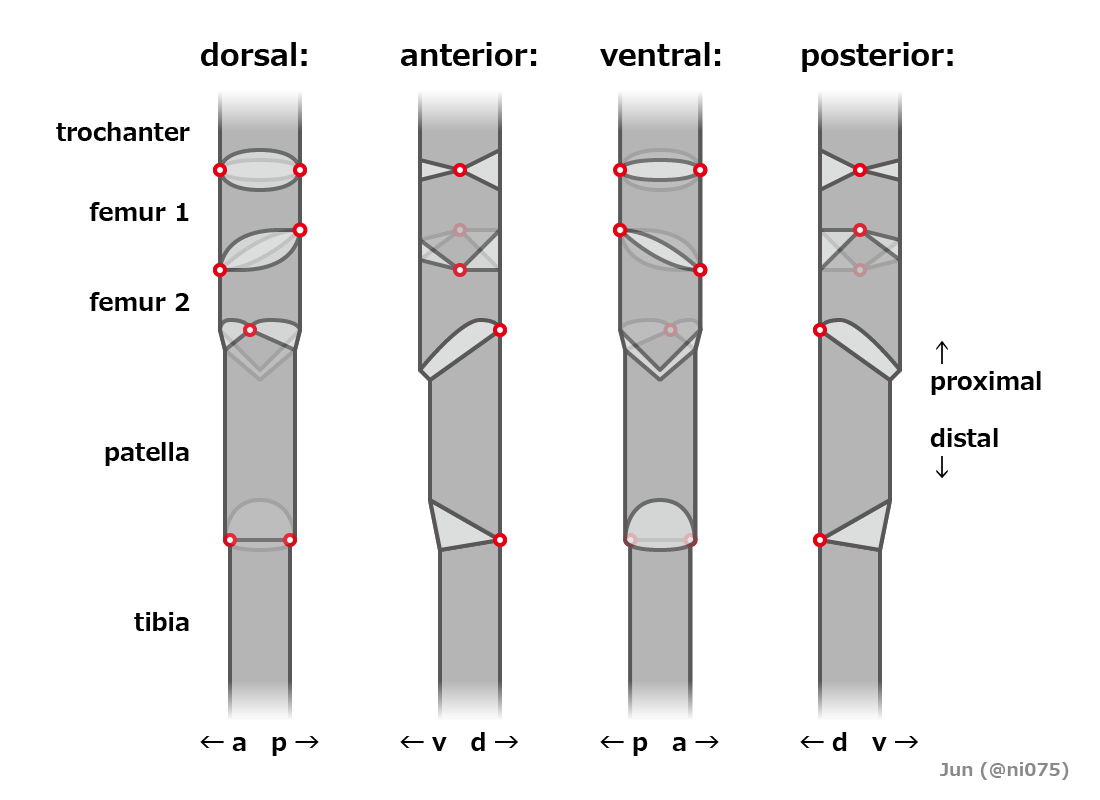
ヒヨケムシの第3-4脚。上から順に2節のピボット関節と、それぞれ1節の単関節丘関節とヒンジ関節を示す。暗灰色：肢節、薄灰色：節間膜、赤丸：関節丘

各関節の関節丘の構造は、1対でできている双関節丘（dicondylous）と、1つのみでできている単関節丘（monocondylous）という2種類がある。双関節丘の場合、この一対の関節丘を1つの軸にして、ピボット（pivot joint）もしくは蝶番（ヒンジ）のように一つの平面上で安定に関節を折り曲げる運動が可能である。言い換えれば、この関節は、一つの平面上でしか動かない。それに対して単関節丘の関節は、ボールジョイントのように一定の三次元な運動方向に対応できる。関節肢は種類によって双関節丘のみ（十脚類の脚、多くの昆虫の大顎など）、単関節丘のみ（イシノミの大顎など）、もしくは単関節丘と双関節丘をあわせもつ（クモガタ類の脚など）。関節肢は所々に肢節の長さ、関節の運動方向や可動域が異なっていて、全体でさまざまな方向に動けるようになっているのが普通である。特に基部が短縮した複数の肢節をもつことが一般的で、これにより関節肢の大部分を大幅に動かせる。
甲殻類、特に鰓脚類には鰓脚状（phyllopodous）という、数少ない柔軟な肢節でできた関節肢の形態が見られ、葉状脚（phyllopod, phyllopodium）とも呼ぶ。それに対して典型的な柱状肢節に分かれた関節肢の形態は「stenopodous」といい、棒状脚（stenopod, stenopodium）とも呼ぶ。

## 単枝型と二叉型

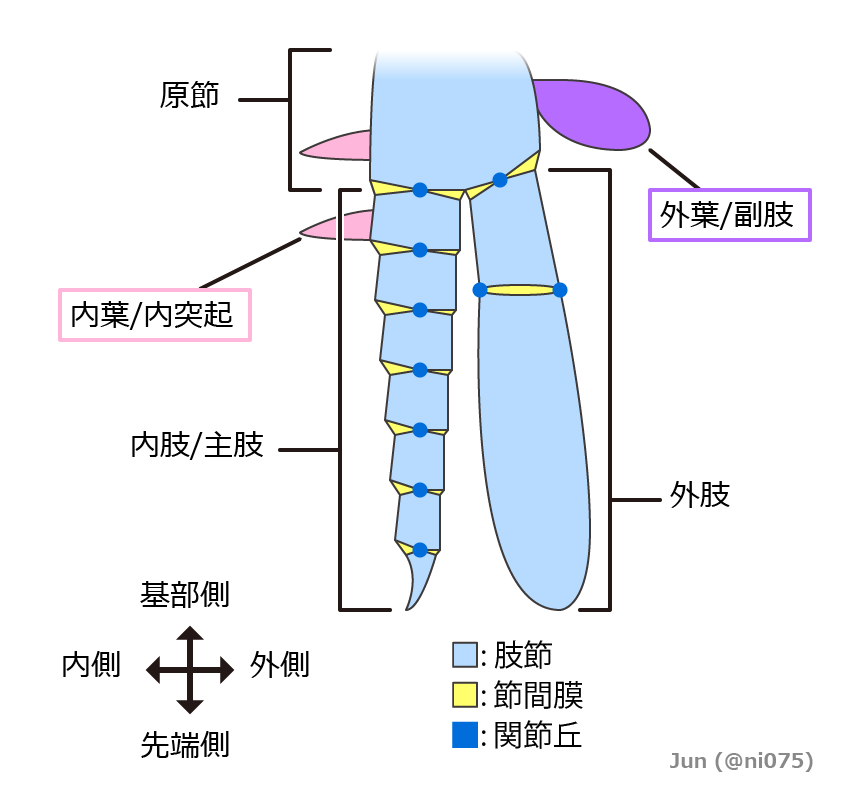
二叉型付属肢の基本外部形態
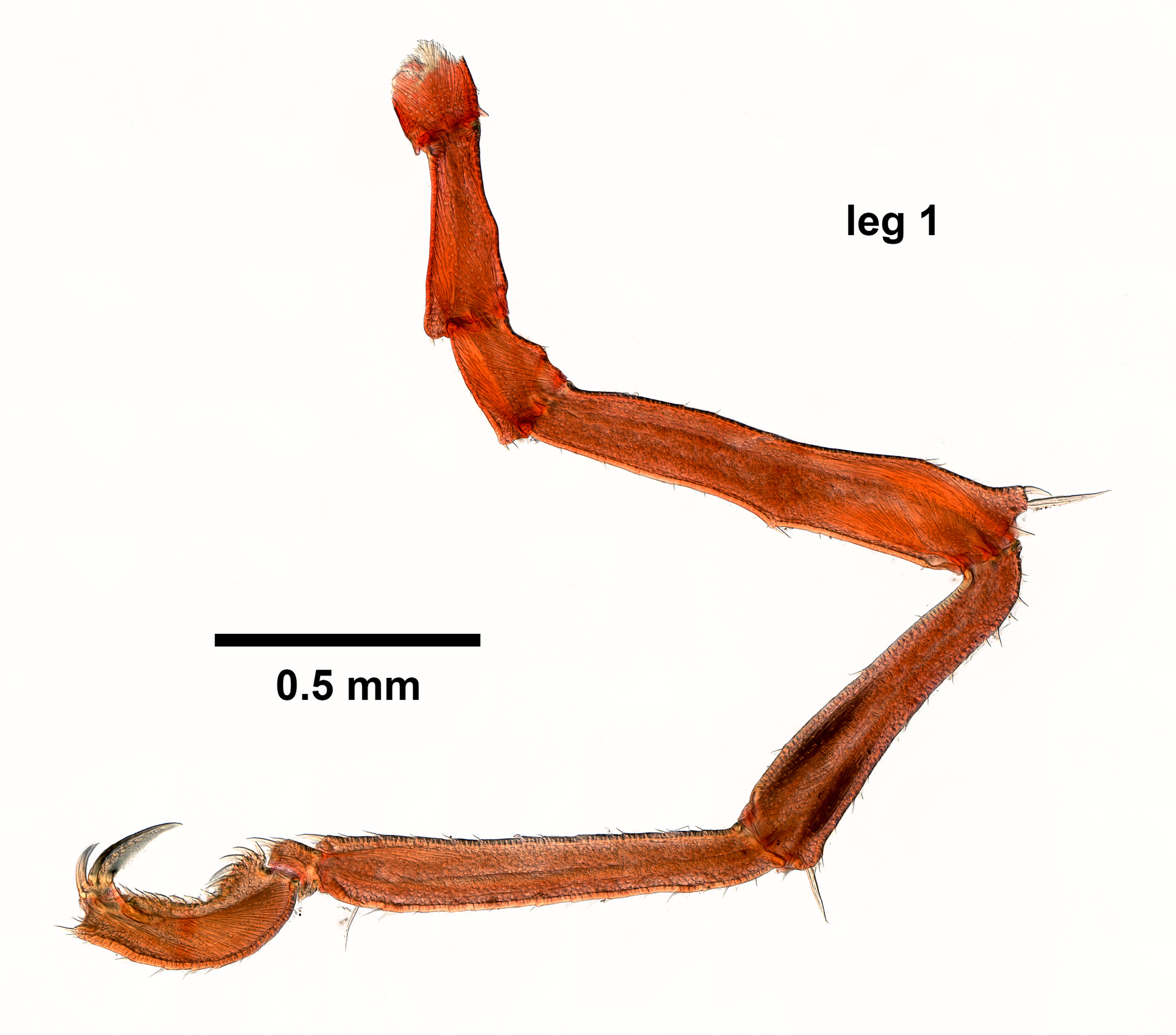
ウミグモの単枝型の脚
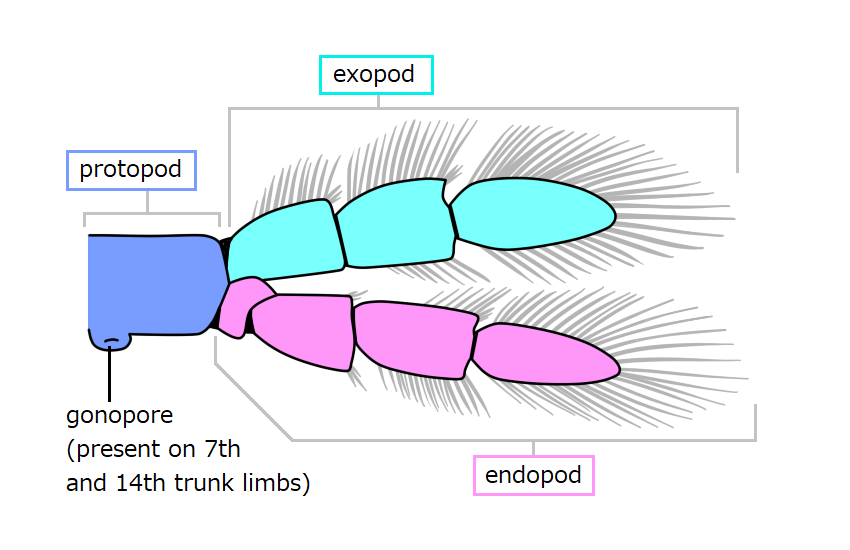
ムカデエビの二叉型の胴肢

六脚類、鋏角類や多足類のほとんどの節足動物は、関節肢に分岐した肢節はなく、これは単枝型付属肢（単肢型付属肢 uniramous appendage）と呼んでいる。一方、多くの甲殻類の関節肢は、第1触角以外では基本として途中から2つに枝分かれ、二叉型付属肢（二肢型付属肢 biramous appendage）と呼ばれる。この場合、外側の分岐は外肢（枝肢、exopod, exopodite）、内側の分岐は内肢（主肢、endopod, endopodite, telopodite）、分岐より前の残り全ての肢節は原節（protopod, protopodite、または basipod, pasipodite）として区別される。しかし甲殻類の中でも、内肢と外肢のうちどちらの一方（主に内肢）だけが発達して、外見上は単枝型に見える例が多く、十脚類（カニ・エビなど）や等脚類（ダンゴムシ・ワラジムシなど）の胸脚がその代表例である。
外肢と内肢の他にも、次の2種類の構造体を関節肢の外側と内側にもつ場合がある。

### 外葉
外葉（exite）とは、関節肢基部の外側から突出した構造体である。甲殻類で一般に見られ、副肢（epipod, epipodite）と呼ばれる。分類群によっては前述の外肢に似る場合もあるが、解剖学と発生学的に外肢とは別器官である。外肢は原則として肢節的で（途中に筋肉と関節がある）、単枝型付属肢の軸の分裂に由来するのに対して、外葉は途中に関節や筋肉をもたず、既存の肢節の側面から二次的に芽生えた構造体である。
外葉は主に鰓として機能する部分で、通常は小さな葉状（鰭状、袋状、へら状）で目立たない。しかし十脚類の場合、胸肢のほとんどの外葉は長大な羽毛状に発達し、鰓室に格納される。

### 内葉
内葉（endite, または内突起）とは、関節肢の内側から突出した構造体である。多くの場合は摂食器として用いられ、この場合は顎基（gnathobase, gnathobasic endite）とも呼ばれる。大顎類の顎（大顎と小顎）・カブトガニ類の脚・鰓脚類の胸肢などで見られる。

### 化石群の二叉型付属肢

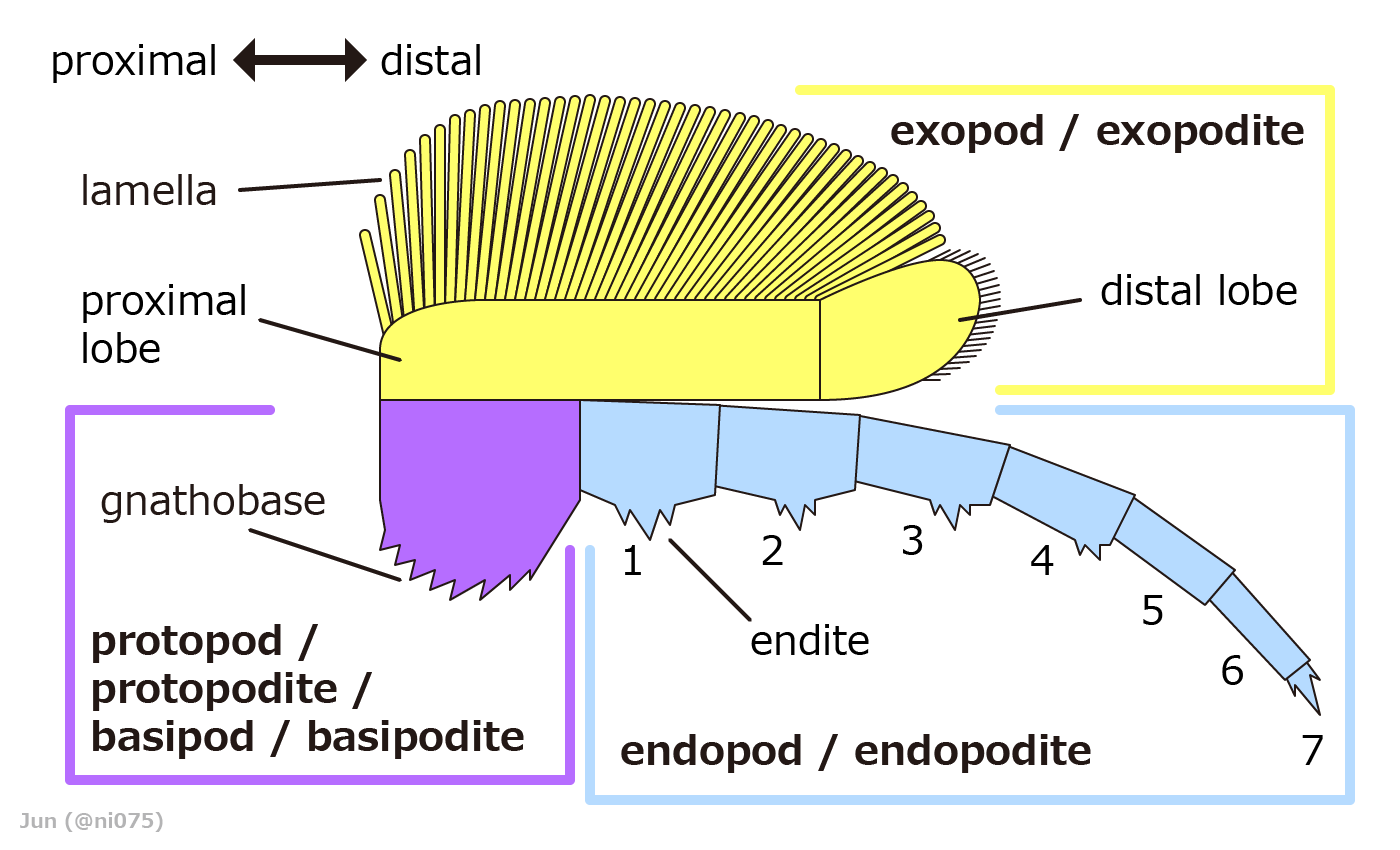
三葉虫（Artiopoda類）の脚
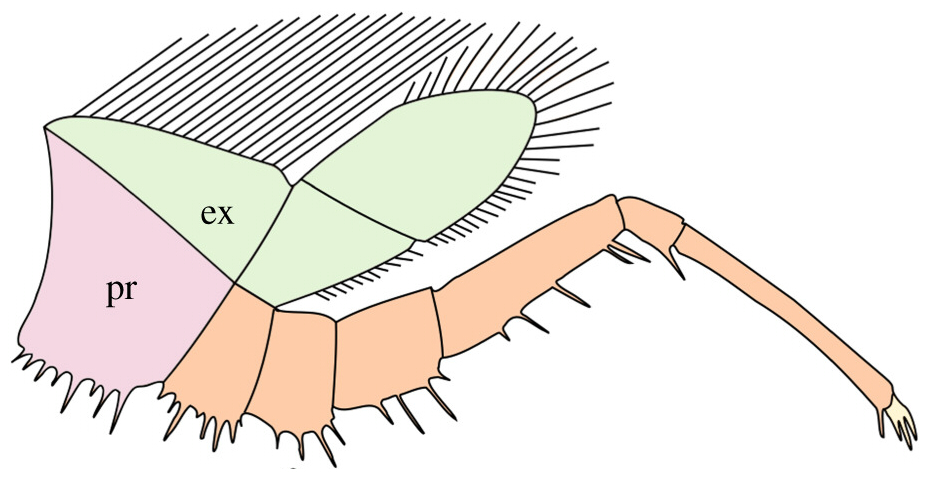
エメラルデラ（Artiopoda類）の脚
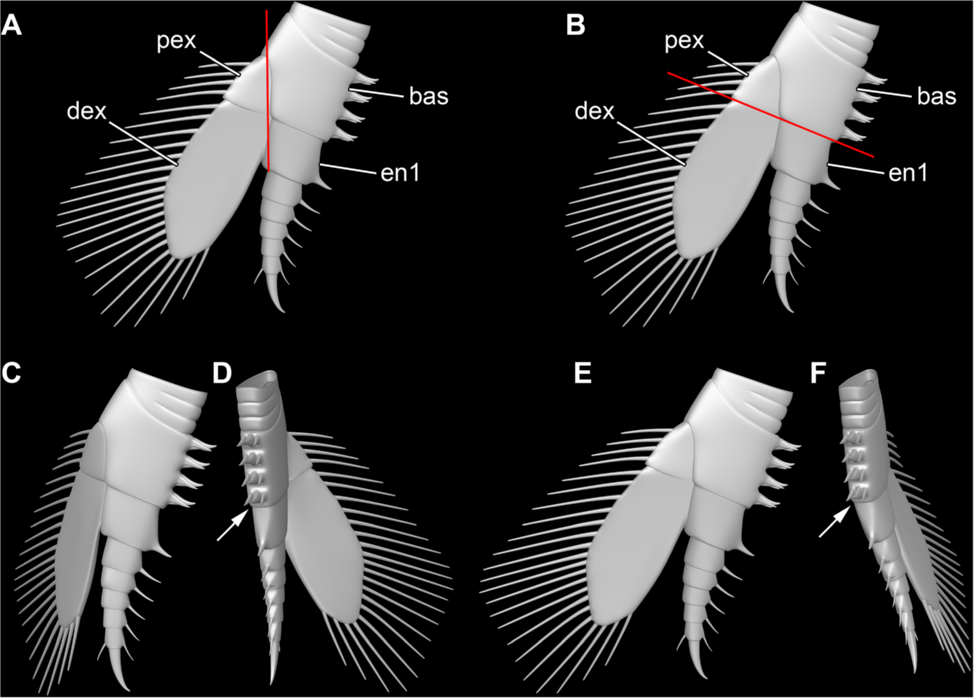
レアンコイリア（メガケイラ類）の脚

三葉虫などの Artiopoda類やメガケイラ類を始めとして、古生代、特にカンブリア紀に特有の絶滅群の関節肢は、多くが関節肢の基部外側に発達した鰭状から羽毛状の分岐を有し、これは外肢と外葉のいずれかに該当すると考えられる。もしこれは外葉であれば、これらの一見して二叉型の関節肢は、実際には外葉が発達した単枝型付属肢となる。しかしこれらの分岐は時おり途中が（外葉に存在しない）関節に分かれ、後に同じ関節肢からもそれとは別の確定的な外葉が発見されたため、外肢説（二叉型説）の方が有力で広く認められる。

## 起源と進化

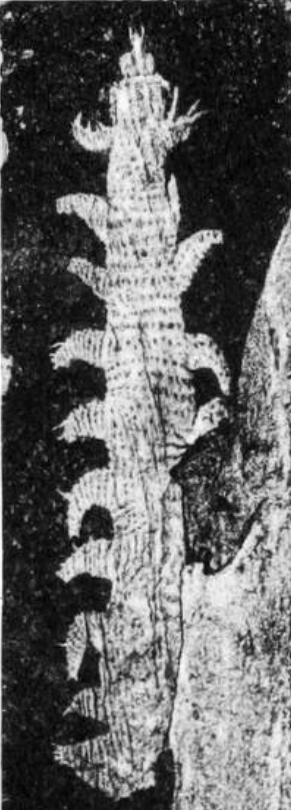
葉足動物のアイシェアイア
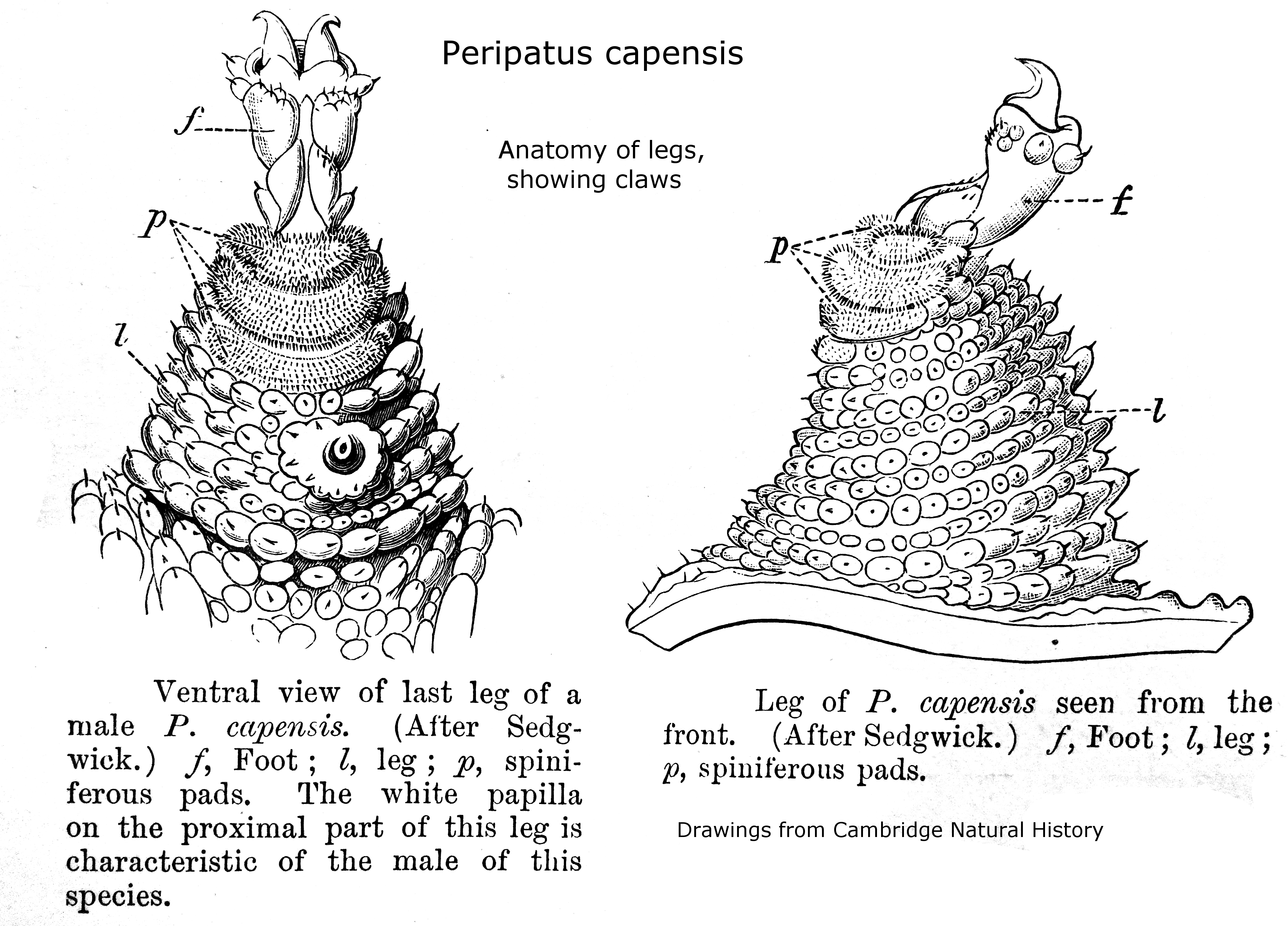
有爪動物（カギムシ）の葉足

節足動物の関節肢、特に原節と内肢の部分は、同じく汎節足動物で、その共通祖先を含んだ葉足動物に見られるような、柔軟で数多くの環形の筋に分かれた葉足（lobopod）から進化したものだと考えられる。このように関節肢でない付属肢が関節肢に進化する過程は「arthropodization」と呼ばれる。フーシェンフイア類に見られるような、数多くの同形な肢節に分かれた関節肢は、各肢節の特化が進み（例えば基部の肢節は明らかに短く、途中の肢節は往々にして長い）、基本として8節以下の肢節をもつ派生的な節足動物の関節肢と葉足の中間形態を表したものだと思われる。葉足と関節肢の相同性と進化関係は、上述のような古生物学的証拠のみならず、節足動物と同じく葉足動物から派生したと思われ、その祖先形質を色濃く受け継いだ有爪動物（カギムシ）の葉足と節足動物の関節肢の遺伝子発現からも支持を得られている。

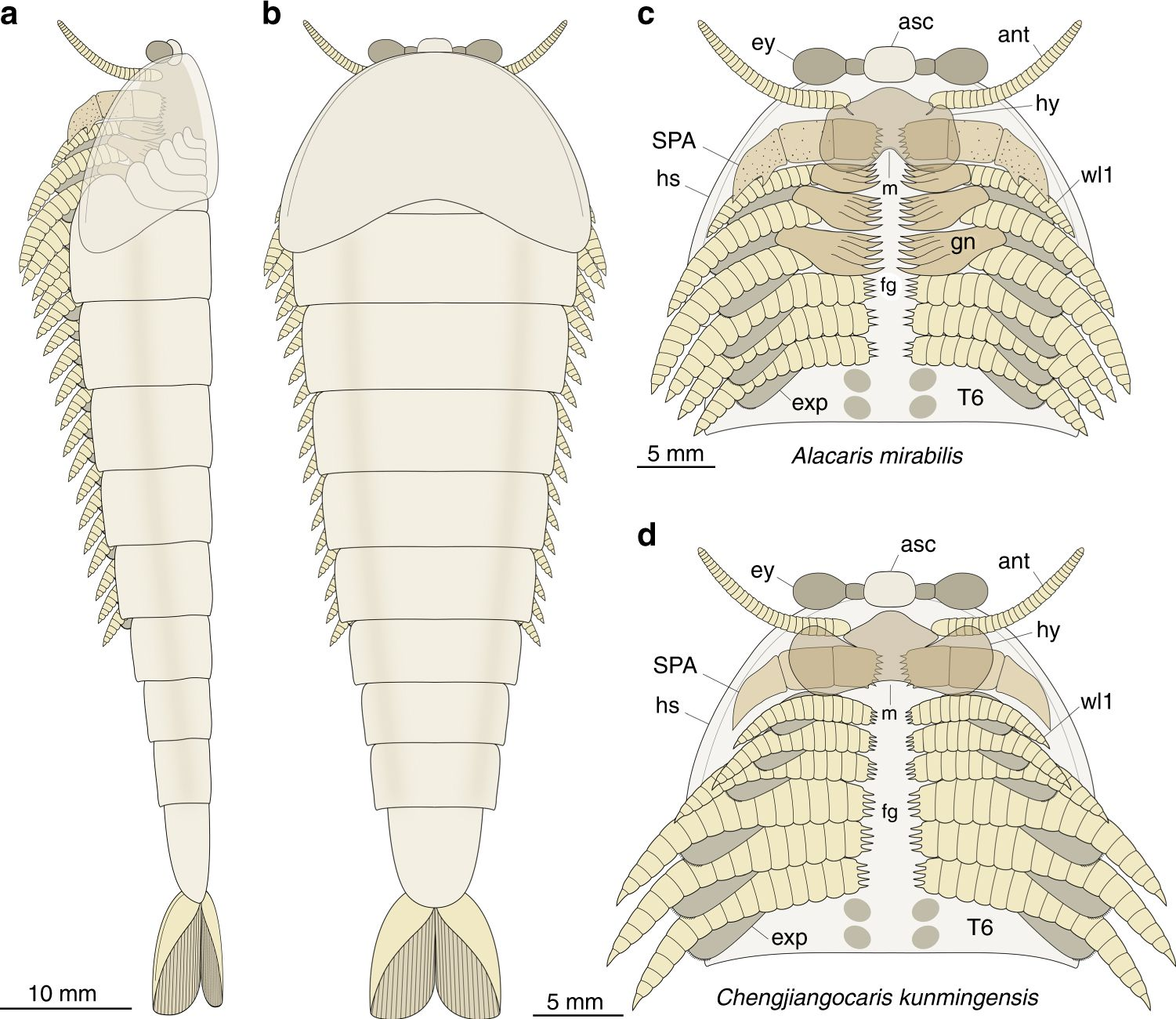
フーシェンフイア類の腹面。数多くの肢節に分かれた関節肢を示す。
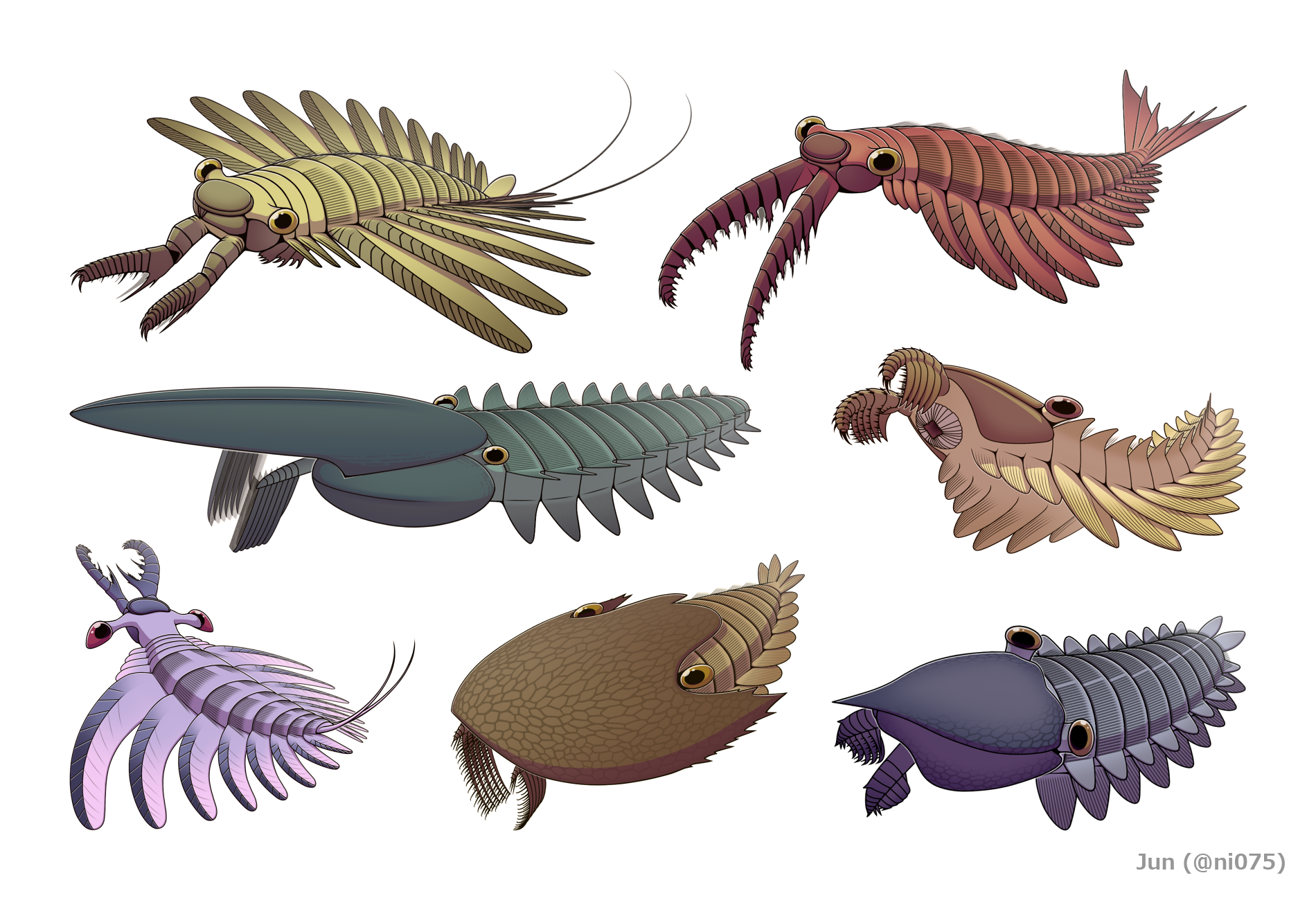
ラディオドンタ類。関節肢となった先頭1対の前部付属肢をもつ。
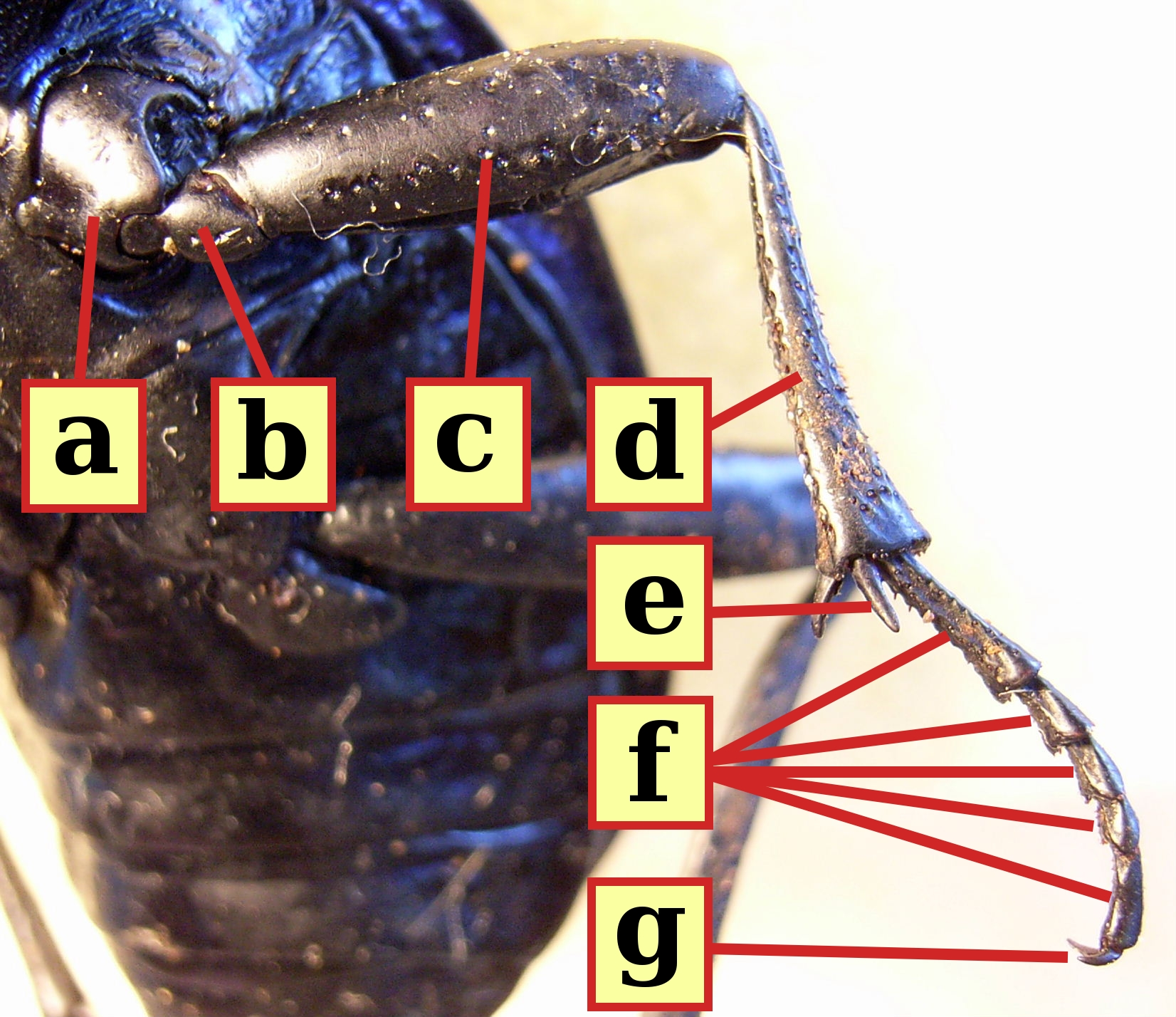
甲虫類の昆虫の脚。6節の真の肢節（a, b, c, d, f, g）と5節の跗小節に分かれた跗節（f）を示す。

この進化は汎節足動物内で複数回に起きて、すなわち節足動物は多系統群で、関節肢は複数起源をもつという説もあったが、21世紀以降では多方面の進展により、関節肢は汎節足動物のうち、単系統群の節足動物で1回のみ起源する説の方が広く認められるようになった。また、真節足動物は全ての付属肢が関節肢であるのに対して、基盤的な節足動物とされるラディオドンタ類のれっきとした関節肢は、先頭1対の付属肢（前部付属肢）のみである。これに基づいて、初期の節足動物はまず先頭の付属肢のみ関節肢に進化し、真節足動物に至る共通祖先から、関節肢の発生に関与する遺伝子をそれ以降の付属肢にも反映させ、全ての付属肢を関節肢になったと考えられる。
関節肢の中で、元々単一の肢節が途中から関節ができて、二次的に複数の肢節に細分化した場合もある。昆虫などに見られる、複数の跗小節に分かれた跗節がその一例である。このような二次的な関節は、直結する筋肉や腱をもたないことで元から存在する真の関節から区別できる。

### 外肢の起源と進化

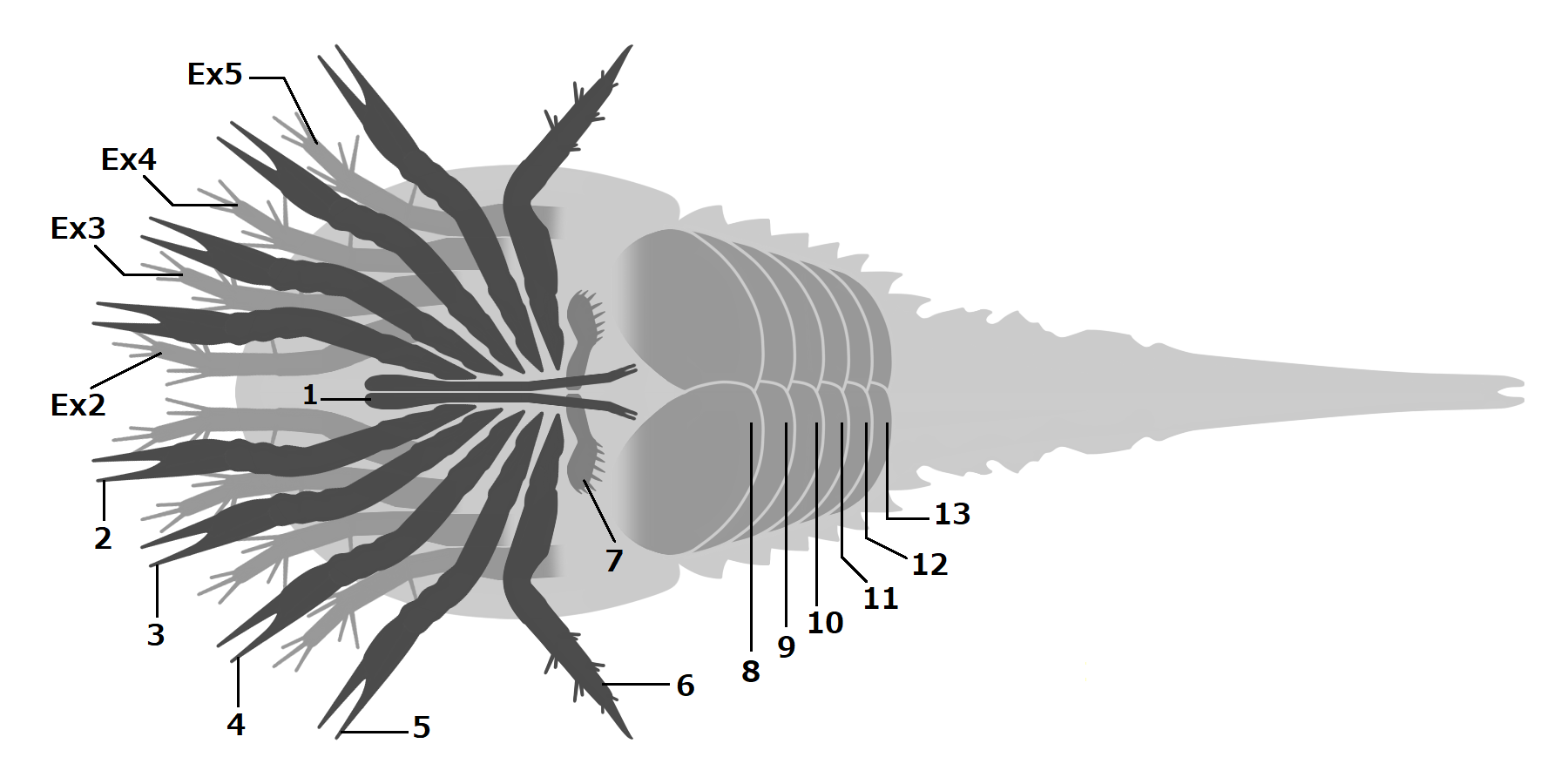
化石鋏角類のダイバステリウム。二叉型の脚（2-5）には基部が分離したとされる外肢（Ex2-5）をもつ。

節足動物の先節（上唇など）と第1体節（第1触角・鋏角・大付属肢など）以外の関節肢は、複数の分類群で単枝型と二叉型のいずれにもなり得るため、それぞれの外肢の相同性と起源に複数の解釈を与えられた。通説では、これらの関節肢は二叉型の方が節足動物の祖先形質で、単枝型は進化の過程で外肢が退化し、内肢の部分のみを残ったものと見なされる。一方、遺伝子発現（甲殻類の二叉型付属肢は単枝型付属肢の軸の分裂による）と外肢の付け根の違い（鋏角類は知られる肢節より前、三葉虫は原節と体壁の間、甲殻類は原節のみ）を基に、原節と内肢のみからなる単枝型の方が節足動物の祖先形質で、各分類群の外肢は二次的でお互いに別起源とも考えられる。

### 外葉の起源と進化
外葉は甲殻類のみ顕著に見られるため、かつては甲殻類に特有の派生形質とも考えられてきた。しかし21世紀以降では、古生物学（明らかに甲殻類でない絶滅群から外葉が発見される）と遺伝子発現（甲殻類以外の現生群も外葉と同じ遺伝子に抑制される部分をもつ）の両方面の進展により、外葉の起源はそれ以上に古く、節足動物の起源まで遡る祖先形質という説の方が有力視されつつある。
最初の外葉は、ラディオドンタ類やオパビニア類などの基盤的な節足動物に見られるような、背面の櫛状の鰓（setal blade）の構成単位（lanceolate blade）から腹面の原節まで遊離したものだと考えられる。この見解を踏まえると、基盤的な節足動物に似た鰭と単調な内肢を兼ね備えたエーラトゥスの胴肢は、その中間形態を表したかもしれない。
甲殻類以外の現生節足動物（鋏角類・多足類・六脚類）は一見して外葉をもたないが、形態学と遺伝子発現の類似を基に、昆虫の翅・鋏角類の書鰓と書肺・カブトガニ類の櫂状器などが外葉から特化した部分とも解釈される。しかしこれらの構造と外葉の相同性については未だに賛否両論である。

## 関節肢の種類

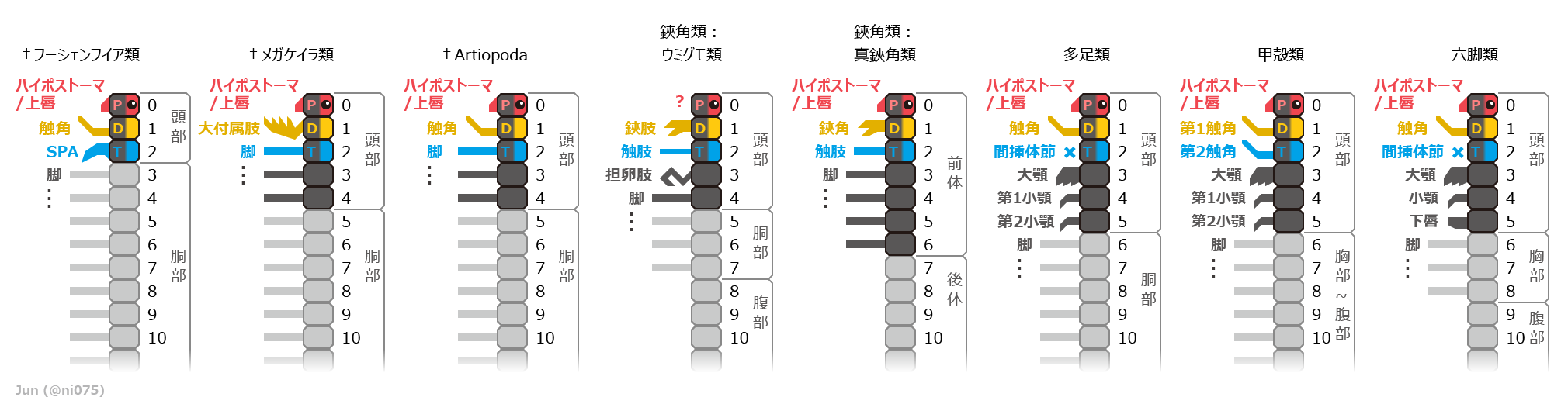
様々な節足動物に見られる関節肢、体節と合体節の対応関係 暗灰色：頭部/前体の体節、薄灰色：後体/胴部/胸部以降の体節

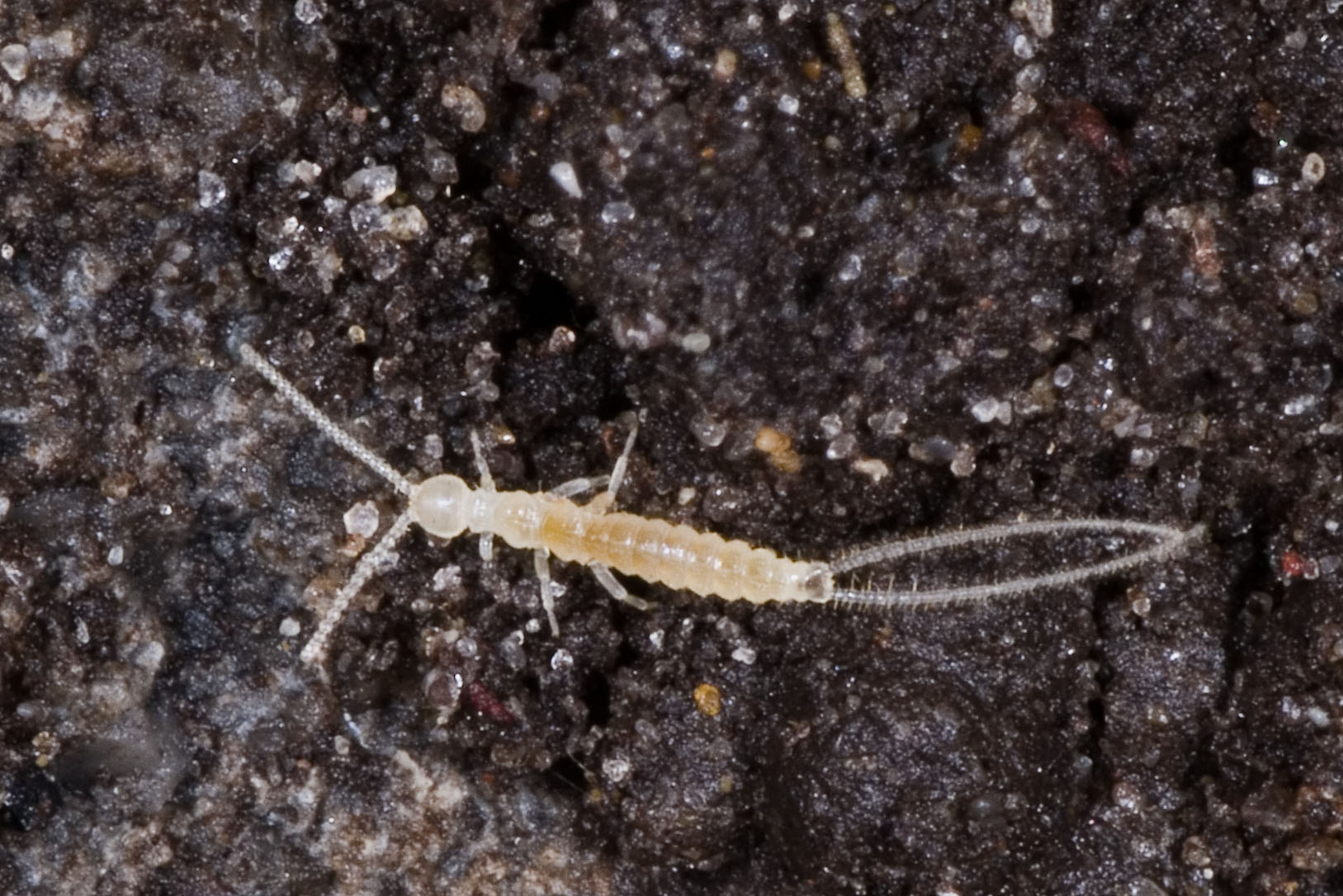
1対の触角、3対の脚と1対の尾毛をもつコムシ類

ヤスデの生殖肢（ハイライト部分）

節足動物の関節肢は、形態・機能・由来・分類群によって様々な呼称やカテゴリーで区別されており、次に例挙される。関節肢としての本質がかつて疑問視され、後に広く認められるようになった構造（例：上唇、フーシェンフイア類のSPA）も併記する。なお、関節肢の局部のみを指す呼称（例：書鰓、顎基、鋏）、もしくは関節肢としての本質が未だに議論的/否定的な構造（例：甲殻類の擬顎と尾叉、イモムシとハバチの幼虫の腹脚）はここに含まれない。
- 脚（leg）- 節足動物全般を通じて広く見られる。有無と由来は分類群によって様々。
  - 歩脚/歩肢（walking leg）- 歩行用の脚。
  - 遊泳脚（swimming leg）- ワタリガニ、マツモムシなどの水生節足動物に見られる遊泳用の脚。
- 触角（antenna）- 大顎類、三葉虫などを通じて広く見られる。第1体節（甲殻類の場合は第1-2体節）由来で[38]、主に感覚に用いられる。
- 生殖肢（gonopod, genital appendage[53]）- 有無と由来は分類群によって様々。繁殖行動に用いられる[61]。
- 尾毛/尾角/尾葉（英語版）（cercus）- 一部の節足動物（主に六脚類）の体の末端に見られる1対の関節肢。由来は分類群によって様々。主に気流の感覚に用いられる[62][63]が、交尾や攻撃・防御のためにも用いられる[64][65]。
- 上唇（labrum）- 節足動物全般を通じて広く見られる。先節由来で[38]、摂食に用いられる。

### 鋏角類に特有
- 鋏角（chelicera）- 第1体節由来で[53][38]、主に摂食に用いられる[53]。
  - 鋏肢（chelifore）- ウミグモ類の鋏角[53]。
- 触肢（pedipalp/palp）- 第2体節由来で、分類群によって歩行・感覚・摂食・交接などに用いられる[53]。
- 蓋板/鰓蓋（operculum）- 真鋏角類に特有。後体第2-7節（第8-13体節）由来で、主に呼吸器（書鰓と書肺）を支えるのに用いられる[53]。
  - 生殖口蓋（genital operculum）- 真鋏角類の後体第2節（第8体節）の蓋板。生殖口を覆うのに用いられる[53]。
- 担卵肢（oviger）- ウミグモ類に特有。第3体節由来で、育児や体の手入れに用いられる[53]。
- 唇様肢（chilarium）- カブトガニ類に特有。第7体節由来で、摂食に用いられる[53]。
- 下層板（Metastoma）- ウミサソリ類・カスマタスピス類などに特有。第7体節由来で、摂食用とされる[53]。
- 櫛状板/ペクチン（pectine）- サソリ類に特有。第9体節由来で、感覚に用いられる[53]。

### 大顎類に特有
- 大顎/大腮（mandible）- 第3体節由来で[66]、主に摂食に用いられる。
- 小顎/小腮（maxilla）- 第4-5体節由来で[66]、主に摂食に用いられる。
  - 顎唇[67]（gnathochilarium）- 左右癒合した第1小顎[68]。ヤスデ類とエダヒゲムシ類に見られるが、主に前者のものを示す。
  - 下唇（labium）- 左右癒合した第2小顎。六脚類とコムカデ類に見られるが、主に前者のものを示す。

#### ムカデ類に特有
- 顎肢（forcipule[69]）- 第1胴節（第6体節）由来で[66]、摂食に用いられる[70]。
- 曳航肢（ultimate leg[69]）- 特化した最終1対の歩脚。分類群によって感覚・自衛・求愛・バランス調節などに用いられる[71]。

#### 甲殻類に特有

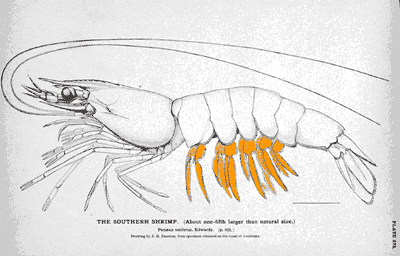
エビ（軟甲類）の遊泳肢（ハイライト部分）

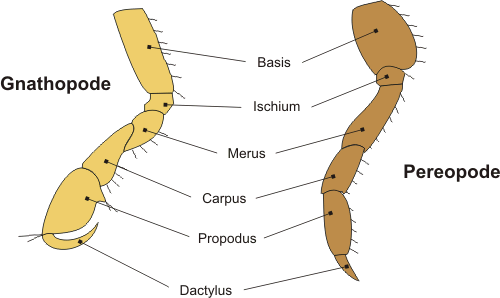
端脚類の咬脚（左）と胸脚（右）

- 第2触角（second antenna, antenna）- 第2体節由来の触角。分類群や成長段階によって感覚や遊泳などに用いられる。
- 胸肢（thoracopod）- 甲殻類の胸部（第6体節以降）の関節肢。機能は分類群や部位によって様々[72][73]。
  - 顎脚（maxilliped）- 口器に特化した前方1対以上の胸肢。摂食に用いられる[74]。
    - 捕脚（raptorial claw） - シャコ類の鎌に特化した第2-5顎脚[75]。狭義ではそのうち強大化した第2顎脚（ballistic claw）のみを指す[76]。

  - 咬脚（gnathopod）- 端脚類の鎌や鋏に特化した第2-3胸肢[77]。
  - 胸脚（pereiopod）- 軟甲類の顎脚と咬脚以降の胸肢。
    - 鋏脚/鉗脚（cheliped）- 鋏に特化した胸脚[78]。
- 腹肢（pleopod）- 軟甲類に特有[57]。腹部（第14-19体節）由来で、分類群によって遊泳や呼吸などに用いられる[79]。
  - 遊泳肢（swimmeret）-遊泳に用いられる腹肢[79]。
  - 尾肢（uropod）- 特化した最終1-3対の腹肢[80][57]。

#### 六脚類に特有

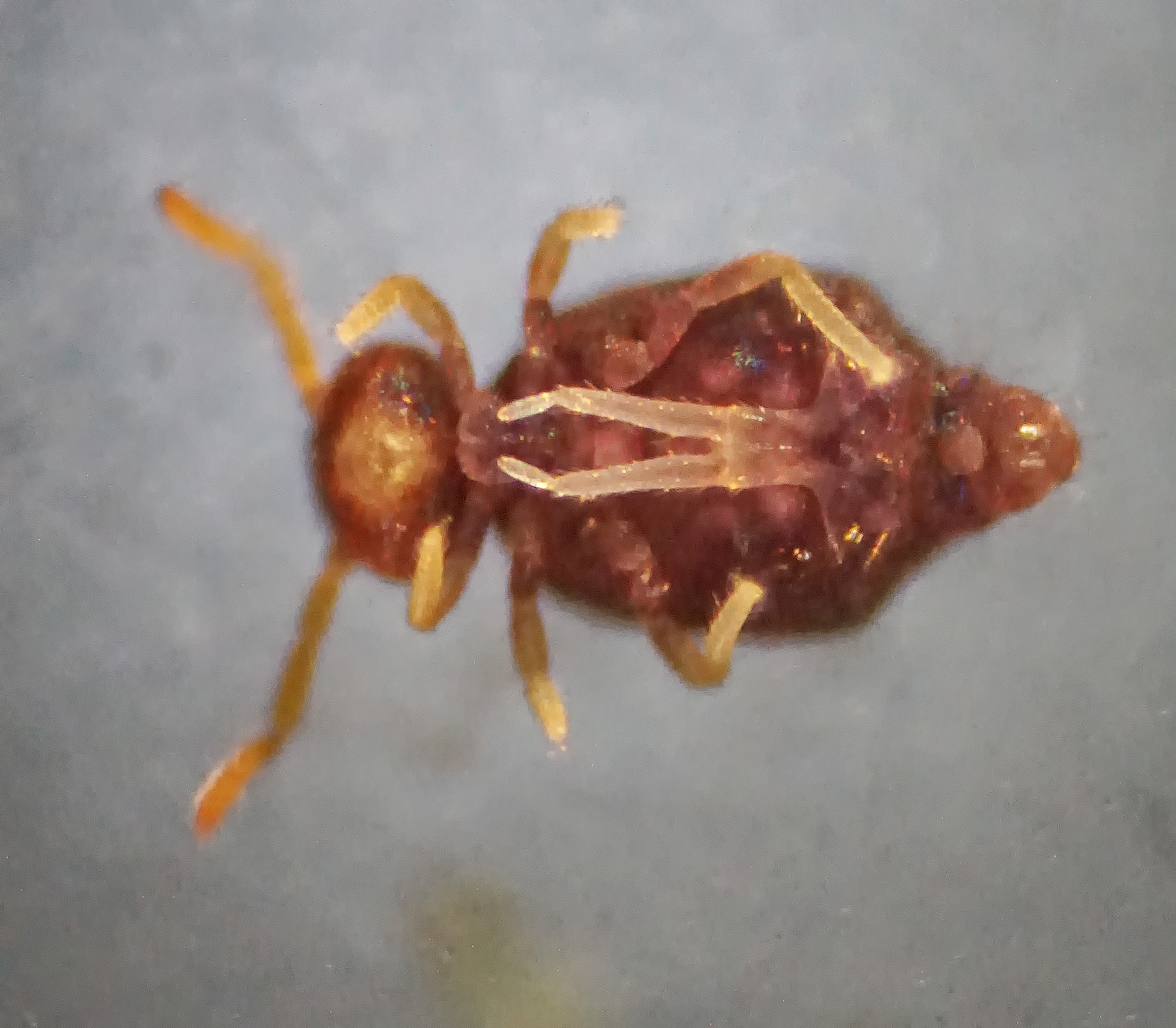
トビムシ類の叉状器

- 叉状器/跳躍器[81]（furcula）- トビムシ類に特有。第4腹節（第12体節）由来で、跳躍に用いられる[82]。
- 腹刺 (abdominal stylus) - イシノミ類・コムシ類・カマアシムシ類に見られる。腹部（第9体節以降）由来の痕跡的な関節肢[83]。
- エデアグス（aedeagus/aedoeagus/edeagus）- 昆虫の雄に特有。第9-10腹節（第17-18体節）由来の生殖肢[84]。

### 鋏角類・大顎類以外の化石群に特有

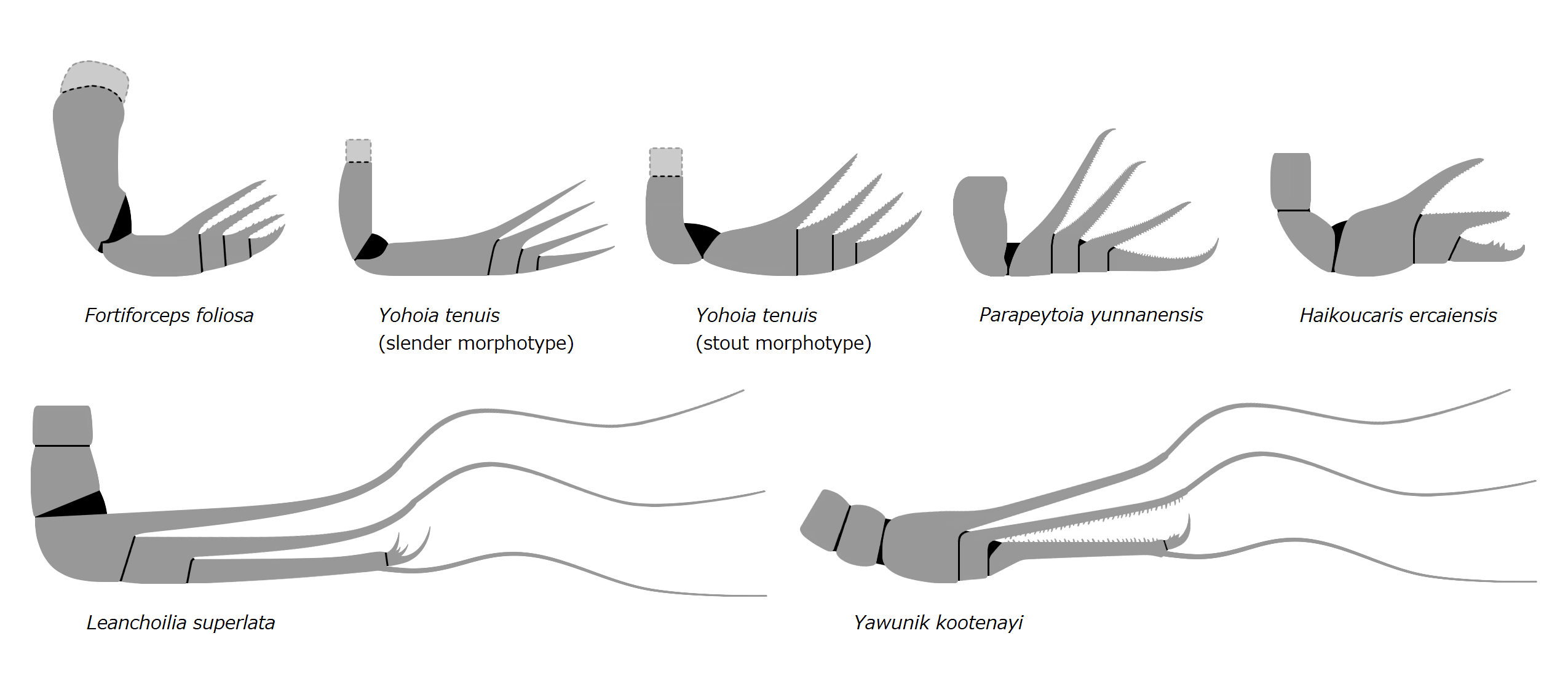
メガケイラ類の大付属肢

- 大付属肢（great appendage, short-great appendage/SGA）- メガケイラ類に特有。第1体節に由来で[38]、摂食用とされる[85]。
- 前部付属肢（frontal appendage）- ラディオドンタ類の最初の関節肢。通説では先節由来とされ[86][38]、摂食用とされる[87] 。なおこの名称はラディオドンタ類に限らず、オパビニア類、パンブデルリオン、ケリグマケラやシベリオン類など、他の基盤的な節足動物における関節肢でない先頭の付属肢まで幅広く用いられる[38] 。
- Specialized post-antennal appendage/SPA - フーシェンフイア類に特有。通説では第2体節由来とされ[88][38]、摂食用とされる[89]。

### 形態と機能による区分
- 歩脚状（pediform、甲殻類の場合は一般に stenopodous, 柱状脚 stenopod とも[23][24][25]）- 歩脚など[90][53]（この類の関節肢は必ずしも脚/歩脚とは限らない）。
- 鋏状/ハサミ状（chelate、cheliform[91]）- 2節の肢節由来の可動指と不動指でできた構造。十脚類の鋏脚、四肺類以外の鋏角類の鋏角など[53]。
- 亜鋏状/亜ハサミ状/鎌状（subchelate[92]）- クモの鋏角、カマキリの前脚、シャコ類の顎脚など。
- multichelate - 3節以上の肢節由来の指でできた"多重鋏"構造。メガケイラ類の大付属肢、サソリモドキの触肢[29]。
- raptorial - 獲物を掴む用の関節肢全般。カマキリの前脚、シャコ類の捕脚（第2顎脚）、ウデムシの触肢など[53]。
- 顎状（gnathal[73]）- 大顎類の大顎や小顎など。
- 顎基状（gnathobasic）- 顎基をもつ関節肢全般。カブトガニ類の脚など[30]。
- 鰓脚状（phyllopodous, 葉状脚 phyllopod）- 十脚類の小顎、鰓脚類の胸肢など[25][26]。
- 触角状（antenniform）- 大顎類などの触角、ウデムシの第1脚など[53]（この類の関節肢は必ずしも触角とは限らない）。

## 肢節の名称と数

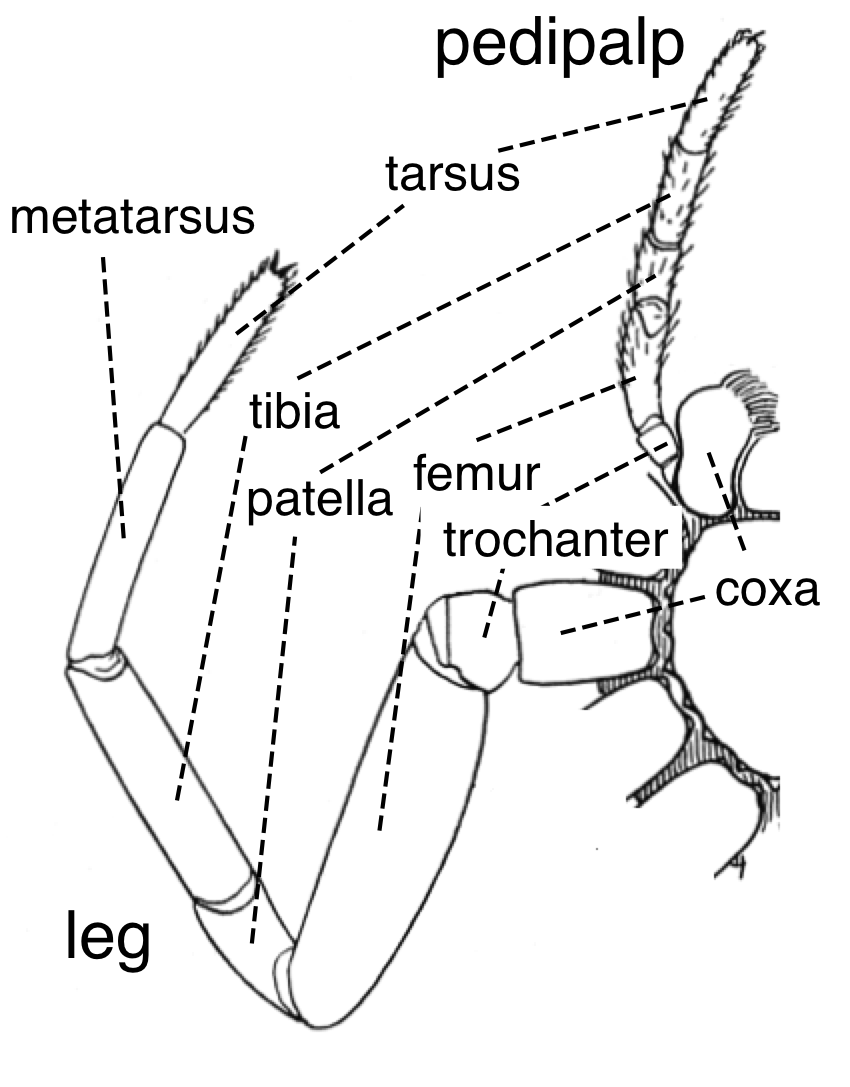
クモガタ類のクモの脚と触肢
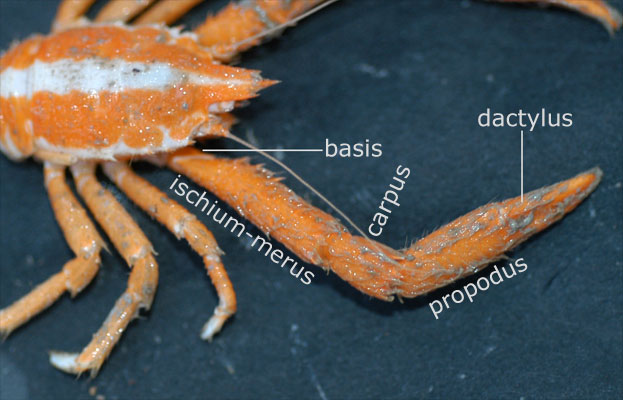
軟甲類のコシオリエビの第1胸脚
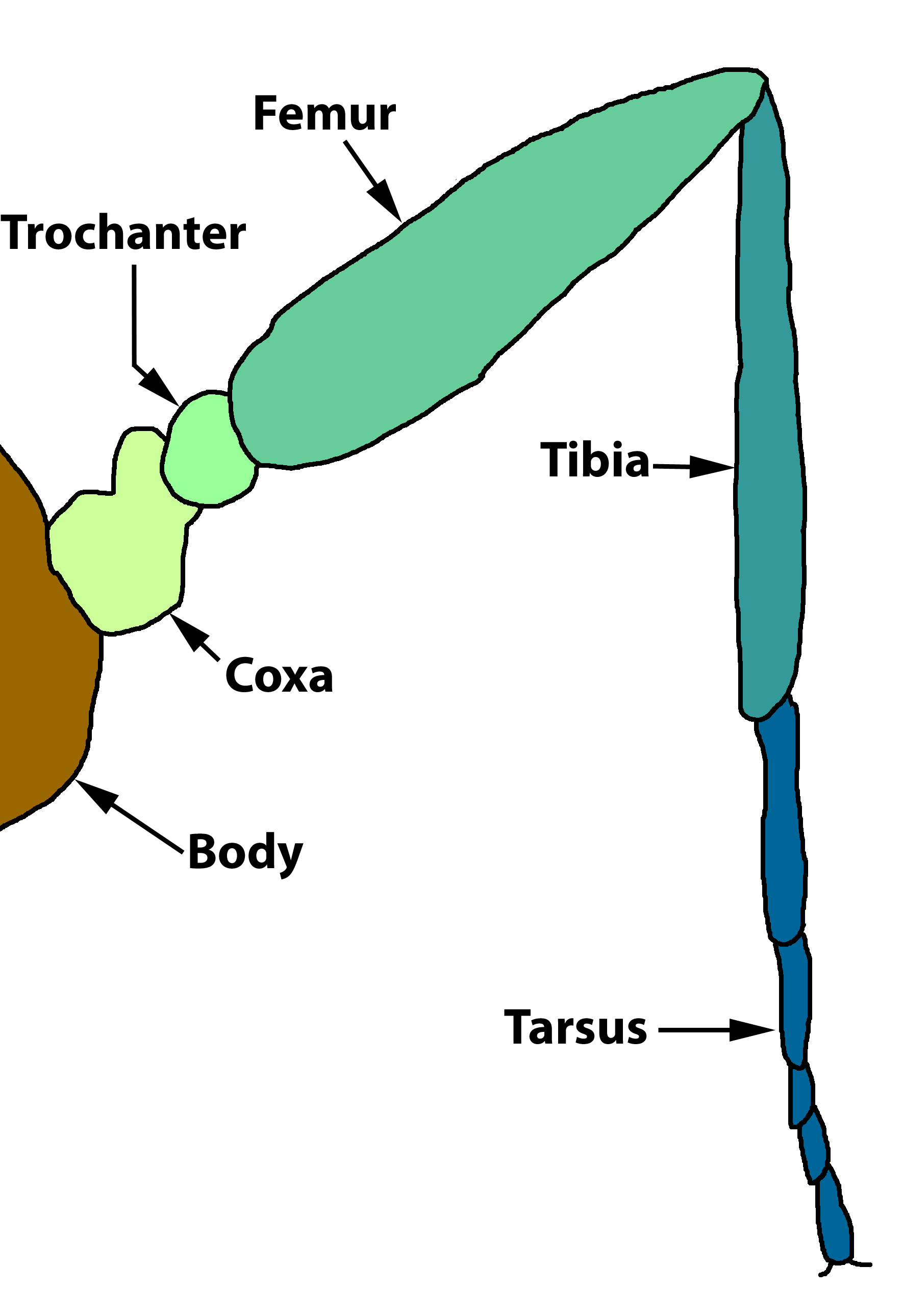
六脚類の昆虫の脚
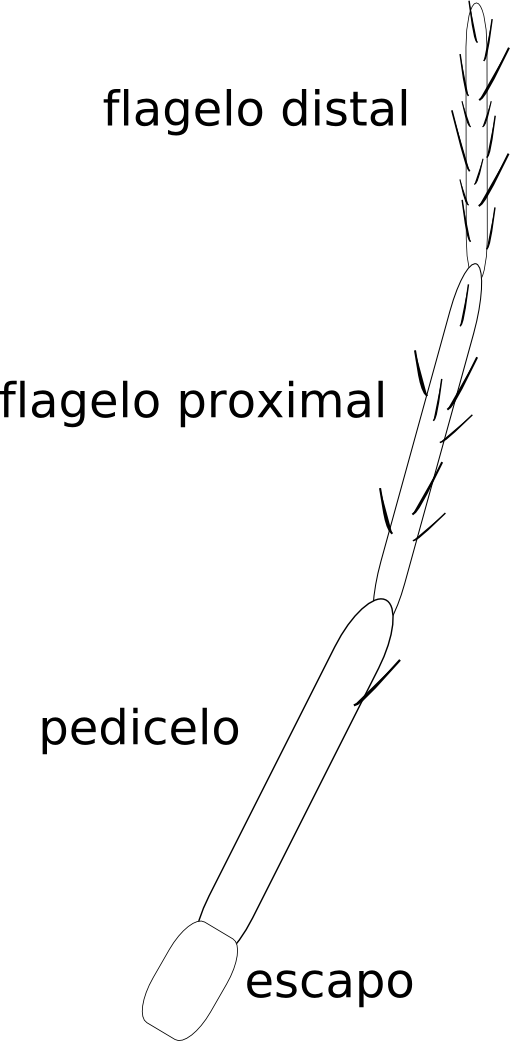
昆虫のカメムシの触角

関節肢は基部から内肢の先端にかけて、各肢節が異なる名称で区別される。その中で、甲殻類の場合はヒトの上肢骨、鋏角類・多足類・六脚類の場合は下肢骨に使われる名称で呼ばれている。採用した体系は大まかなに次の通り分類群と関節肢の種類により異なるが、同じ関節肢が文献記載により体系が異なる場合がある・肢節の番目と名称は必ずしも相同性を反映するとは限らない・同じ肢節名が文献記載により異なる肢節を指す場合があるなど、混同の注意が必要である。
- 「基節」に対応する英語と「coxa」に対応する日本語は、通常では甲殻類（coxa=底節、basis=基節）と他の節足動物（coxa=基節）で異なり[95]、甲殻類では日本語の対応関係が逆（coxa=基節、basis=底節）になったこともある[96][97]。
- 「前跗節（pretarsus）」は通常では跗節（tarsus）の先端側に続く肢節（apotele）を指している[7][98][99][100]が、鋏角類の蹠節/基跗節（basitarsus）[101]・六脚類の跗節における最終跗小節（distitarsus）[102]のいずれかを指すのに用いられる場合もある。
- 「端跗節」は昆虫の跗節における最終跗小節[102]・鋏角類の蹠節/基跗節以降の"跗節"（telotarsus）[103]を指すのに用いられる。
- 「metatarsus」は鋏角類の蹠節/基跗節[7][94]・六脚類の跗節における第1跗小節[100]を指すのに用いられる。

| 肢節の番目分類群                                                                   | 1                   | 2                    | 3                                             | 4                                              | 5                                              | 6                                               | 7                                   | 8                               | 9                              | 10                             |
| ---------------------------------------------------------------------------------- | ------------------- | -------------------- | --------------------------------------------- | ---------------------------------------------- | ---------------------------------------------- | ----------------------------------------------- | ----------------------------------- | ------------------------------- | ------------------------------ | ------------------------------ |
| 六脚類の脚                                                                         | 基節 coxa           | 転節 trochanter      | 腿節 femur                                    | 脛節 tibia                                     | 跗節 tarsus                                    | （前跗節 pretarsus / apotele）                  |                                     |                                 |                                |                                |
| 六脚類：昆虫の触角                                                                 | 柄節 scape          | 梗節 pedicel         | 鞭節 flagellum                                |                                                |                                                |                                                 |                                     |                                 |                                |                                |
| 甲殻類：軟甲類の脚（前底節あり体系）                                               | 前底節 precoxa      | 底節 coxa            | 基節 basis                                    | 座節 ischium                                   | 長節 merus                                     | 腕節 carpus                                     | 前節 propodus                       | 指節 dactylus                   |                                |                                |
| 甲殻類：軟甲類の脚（前底節なし体系）                                               | 底節 coxa           | 基節 basis           | 座節 ischium                                  | 長節 merus                                     | 腕節 carpus                                    | 前節 propodus                                   | 指節 dactylus                       |                                 |                                |                                |
| 多足類：ムカデ（ゲジ）の顎肢                                                       | 基節 coxa           | trochanteroprefemur  | 腿節 femur                                    | 脛節 tibia                                     | 跗節 tarsus                                    | ungulum                                         |                                     |                                 |                                |                                |
| 多足類：ムカデ（ゲジ以外）の顎肢                                                   | trochanteroprefemur | 腿節 femur           | 脛節 tibia                                    | tarsungulum                                    |                                                |                                                 |                                     |                                 |                                |                                |
| 多足類：ムカデの脚（腿節2節体系）                                                  | 基節 coxa           | 転節 trochanter      | 前腿節 prefemur                               | 腿節 femur                                     | 脛節 tibia                                     | 跗節 tarsus                                     | （前跗節 pretarsus / apotele）      |                                 |                                |                                |
| 多足類：ムカデとヤスデの脚（転節2節体系）                                          | 基節 coxa           | 第1転節 trochanter 1 | 第2転節 trochanter 2                          | 腿節 femur                                     | 脛節 tibia                                     | 跗節 tarsus                                     | （前跗節 pretarsus / apotele）      |                                 |                                |                                |
| 多足類：ヤスデの脚（腿節3節体系）                                                  | 基節 coxa           | 前腿節 prefemur      | 腿節 femur                                    | 後腿節 postfemur                               | 脛節 tibia                                     | 跗節 tarsus                                     | （前跗節 pretarsus / apotele）      |                                 |                                |                                |
| 多足類：コムカデとエダヒゲムシの脚                                                 | 基節 coxa           | 転節 trochanter      | 腿節 femur                                    | 脛節 tibia                                     | 跗節 tarsus                                    | （前跗節 pretarsus / apotele                    |                                     |                                 |                                |                                |
| 鋏角類：ウミグモの脚（転節・膝節なし、脛節2節体系）                                | 第1基節 coxa 1      | 第2基節 coxa 2       | 第3基節 coxa 3                                | 腿節 femur                                     | 第1脛節 tibia 1                                | 第2脛節 tibia 2                                 | 跗節 tarsus                         | 趾節 propodus                   | （前跗節 pretarsus / apotele） |                                |
| 鋏角類：ウミグモの脚（転節・膝節あり、転節2節体系）                                | 基節 coxa           | 第1転節 trochanter 1 | 第2転節 trochanter 2                          | 腿節 femur                                     | 膝節 patella                                   | 脛節 tibia                                      | （跗節 tarsus の一部扱い）          | （跗節 tarsus の一部扱い）      | （前跗節 pretarsus / apotele） |                                |
| 鋏角類：ウミグモの脚（転節・膝節あり、腿節2節体系）                                | 基節 coxa           | 転節 trochanter      | 第1腿節 femur 1 / 前腿節 prefemur / basifemur | 第2腿節 femur 2 / postfemur / telofemur        | 膝節 patella                                   | 脛節 tibia                                      | （跗節 tarsus の一部扱い）          | （跗節 tarsus の一部扱い）      | （前跗節 pretarsus / apotele） |                                |
| 鋏角類：カブトガニ類の第1-4脚                                                      | 基節 coxa           | 転節 trochanter      | 腿節 femur                                    | 膝節 patella                                   | tibiotarsus                                    | pretarsus / apotele / dactylopodite             |                                     |                                 |                                |                                |
| 鋏角類：カブトガニ類の第5脚                                                        | 基節 coxa           | 転節 trochanter      | 腿節 femur                                    | 膝節 patella                                   | 脛節 tibia                                     | 跗節 tarsus / pretarsus                         | 前跗節 pretarsus / apotele          |                                 |                                |                                |
| 鋏角類：クモガタ類の触肢                                                           | 基節 coxa           | 転節 trochanter      | 腿節 femur                                    | 膝節 patella                                   | 脛節 tibia                                     | 跗節 tarsus                                     | （前跗節 pretarsus / apotele）      |                                 |                                |                                |
| 鋏角類：クモガタ類の脚 （次の例を除く）                                            | 基節 coxa           | 転節 trochanter      | 腿節 femur                                    | 膝節 patella                                   | 脛節 tibia                                     | 蹠節 metatarsus / 基跗節 basitarsus / pretarsus | 跗節 tarsus / 端跗節 telotarsus     | （前跗節 pretarsus / apotele）  |                                |                                |
| 鋏角類：胸板ダニ類の脚                                                             | 基節 coxa           | 転節 trochanter      | 腿節 femur                                    | 膝節 patella / genu                            | 脛節 tibia                                     | 跗節 tarsus                                     | （前跗節 pretarsus / apotele）      |                                 |                                |                                |
| 鋏角類：マダニの脚（転節2節体系）                                                  | 基節 coxa           | 第1転節 trochanter 1 | 第2転節 trochanter 2                          | 腿節 femur                                     | 膝節 patella / genu                            | 脛節 tibia                                      | 跗節 tarsus                         | （前跗節 pretarsus / apotele）  |                                |                                |
| 鋏角類：マダニの脚（"第2転節"=腿節の一部体系）                                     | 基節 coxa           | 転節 trochanter      | 腿節 femur                                    | 膝節 patella / genu                            | 脛節 tibia                                     | 跗節 tarsus                                     | （前跗節 pretarsus / apotele）      |                                 |                                |                                |
| 鋏角類：アシナガダニの第1脚                                                        | 基節 coxa           | 転節 trochanter      | 第1腿節 femur 1 / 前腿節 prefemur / basifemur | 第2腿節 femur 2 / 後腿節 postfemur / telofemur | 膝節 patella / genu                            | basitibia                                       | telotibia                           | 基跗節 basitarsus               | 端跗節 telotarsus              | （前跗節 pretarsus / apotele） |
| 鋏角類：アシナガダニの第3-4脚                                                      | 基節 coxa           | 第1転節 trochanter 1 | 第2転節 trochanter 2                          | 腿節 femur                                     | 膝節 patella / genu                            | 脛節 tibia                                      | 基跗節 basitarsus                   | 端跗節 telotarsus               | acrotarsus                     | （前跗節 pretarsus / apotele） |
| 鋏角類：クツコムシの第3-4脚（転節2節体系）                                         | 基節 coxa           | 第1転節 trochanter 1 | 第2転節 trochanter 2                          | 腿節 femur                                     | 膝節 patella                                   | 脛節 tibia                                      | 蹠節 metatarsus / 基跗節 basitarsus | 跗節 tarsus / 端跗節 telotarsus | （前跗節 pretarsus / apotele） |                                |
| 鋏角類：クツコムシの第3-4脚（腿節2節体系）                                         | 基節 coxa           | 転節 trochanter      | 第1腿節 femur 1 / 前腿節 prefemur / basifemur | 第2腿節 femur 2 / 後腿節 postfemur / telofemur | 膝節 patella                                   | 脛節 tibia                                      | 蹠節 metatarsus / 基跗節 basitarsus | 跗節 tarsus / 端跗節 telotarsus | （前跗節 pretarsus / apotele） |                                |
| 鋏角類：ヒヨケムシの第1-2脚（膝節なし体系）                                        | 基節 coxa           | 転節 trochanter      | 第1腿節 femur 1 / 前腿節 prefemur / basifemur | 第2腿節 femur 2 / 後腿節 postfemur / telofemur | 脛節 tibia                                     | 蹠節 metatarsus / 基跗節 basitarsus             | 跗節 tarsus / 端跗節 telotarsus     | （前跗節 pretarsus / apotele）  |                                |                                |
| 鋏角類：ヒヨケムシの第1-2脚（膝節あり体系）                                        | 基節 coxa           | 転節 trochanter      | 腿節 femur                                    | 膝節 patella                                   | 脛節 tibia                                     | 蹠節 metatarsus / 基跗節 basitarsus             | 跗節 tarsus / 端跗節 telotarsus     | （前跗節 pretarsus / apotele）  |                                |                                |
| 鋏角類：ヒヨケムシの第3-4脚（膝節なし体系）                                        | 基節 coxa           | 第1転節 trochanter 1 | 第2転節 trochanter 2                          | 第1腿節 femur 1 / 前腿節 prefemur / basifemur  | 第2腿節 femur 2 / 後腿節 postfemur / telofemur | 脛節 tibia                                      | 蹠節 metatarsus / 基跗節 basitarsus | 跗節 tarsus / 端跗節 telotarsus | （前跗節 pretarsus / apotele） |                                |
| 鋏角類：ヒヨケムシの第3-4脚（膝節あり体系）                                        | 基節 coxa           | 転節 trochanter      | 第1腿節 femur 1 / 前腿節 prefemur / basifemur | 第2腿節 femur 2 / 後腿節 postfemur / telofemur | 膝節 patella                                   | 脛節 tibia                                      | 蹠節 metatarsus / 基跗節 basitarsus | 跗節 tarsus / 端跗節 telotarsus | （前跗節 pretarsus / apotele） |                                |
| 鋏角類：カニムシ Cheliferoidea上科の脚と Chthonioidea上科の第1-2脚（膝節なし体系） | 基節 coxa           | 転節 trochanter      | 第1腿節 femur 1 / 前腿節 prefemur / basifemur | 第2腿節 femur 2 / 後腿節 postfemur / telofemur | 脛節 tibia                                     | 跗節 tarsus                                     | （前跗節 pretarsus / apotele）      |                                 |                                |                                |
| 鋏角類：カニムシ Cheliferoidea上科の脚と Chthonioidea上科の第1-2脚（膝節あり体系） | 基節 coxa           | 転節 trochanter      | 腿節 femur                                    | 膝節 patella                                   | 脛節 tibia                                     | 跗節 tarsus / telotarsus                        | （前跗節 pretarsus / apotele）      |                                 |                                |                                |
| 鋏角類：カニムシCheliferoidea上科以外の第3-4脚（膝節なし体系）                     | 基節 coxa           | 転節 trochanter      | 第1腿節 femur 1 / 前腿節 prefemur / basifemur | 第2腿節 femur 2 / 後腿節 postfemur / telofemur | 脛節 tibia                                     | 蹠節 metatarsus / 基跗節 basitarsus             | 跗節 tarsus / 端跗節 telotarsus     | （前跗節 pretarsus / apotele）  |                                |                                |
| 鋏角類：カニムシCheliferoidea上科以外の第3-4脚（膝節あり体系）                     | 基節 coxa           | 転節 trochanter      | 腿節 femur                                    | 膝節 patella                                   | 脛節 tibia                                     | 蹠節 metatarsus / 基跗節 basitarsus             | 跗節 tarsus / 端跗節 telotarsus     | （前跗節 pretarsus / apotele）  |                                |                                |